# Mokujiki Shonin
Mokujiki Shonin (木喰 上人), de son vrai nom : Mokujiki Gogyōn Myōman (木喰 五行明満) est un sculpteur japonais des XVIIIe et XIXe siècle, né en 1718 dans la préfecture de Yamanashi et mort le 6 juillet 1810.

## Biographie
Comme le sculpteur Enkū mort en 1695, Mokujiki Shonin est considéré comme un moine et comme un sculpteur peu orthodoxe, artiste et religieux proche du peuple. Ayant reçu à l'âge de quarante-cinq ans le mokujiki-kai, ou commandement de ne manger qu'une nourriture végétarienne non cuite, il fait le vœu de parcourir tout son pays en pèlerinage. Il voyage en effet dans toutes les provinces, des plus septentrionales, à Hokkaidō, aux plus méridionales, à Kyūshū, le long de chemins où il laisse une œuvre aussi dispersée qu'abondante. Après 1780, c'est sa rencontre avec un Bouddha sculpté par Enkū, au temple Otagongen à Hokkaidō, qui détermine sa vocation.

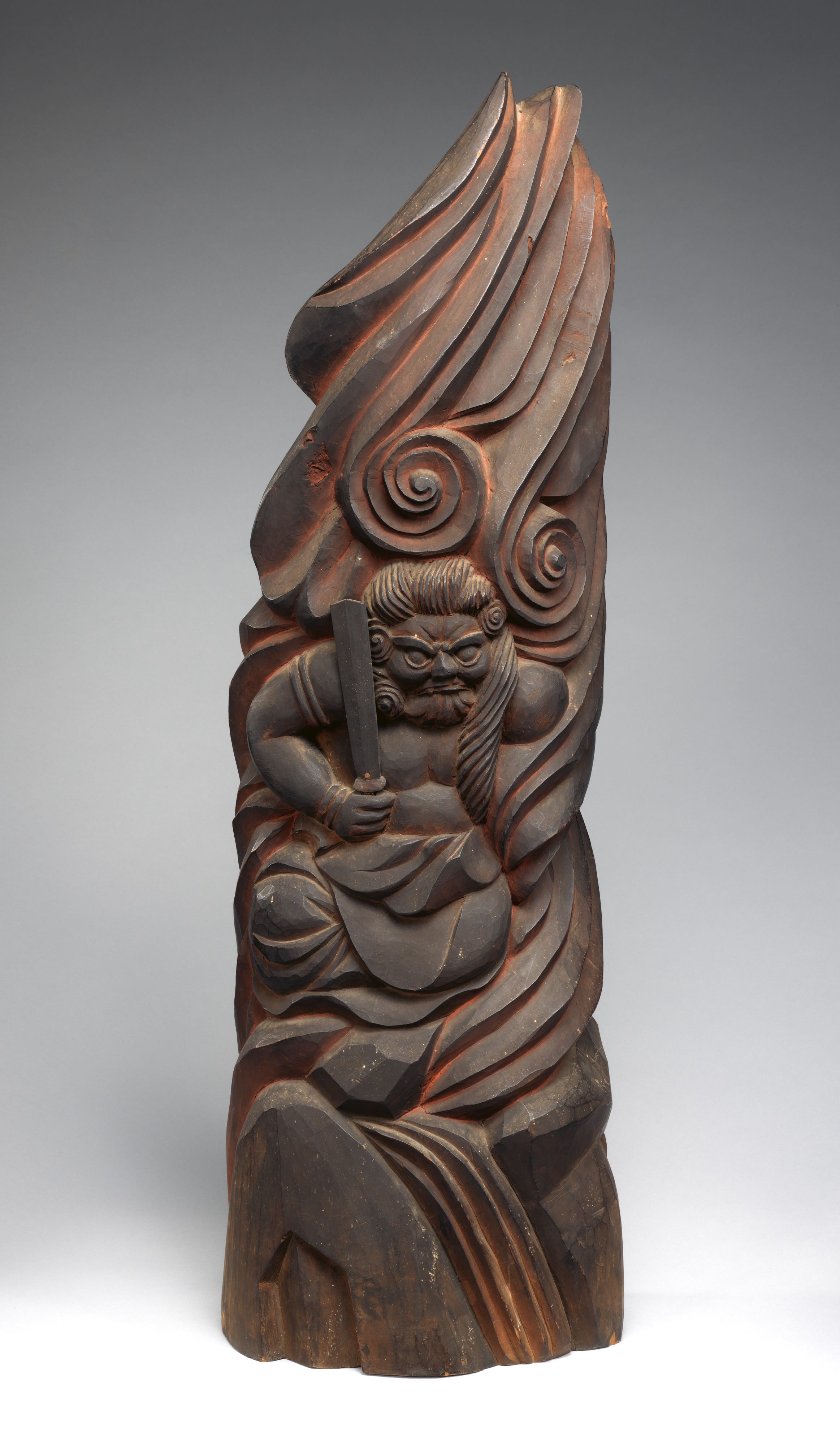
Fudō Myōō.

Son œuvre se caractérise par une liberté et une rudesse proche de la nature et chargée de sincérité : sortie du peuple, elle s'adresse au peuple que Mokujiki côtoie chaque jour, au cours de ses pérégrinations. Le thème du Bouddha souriant caractérise cette production. Bouddha qui devient, avec le temps, une manière d'autoportrait, taillé à même le tronc d'arbre au ciseau et à la hache.